# 沙巴
沙巴，旧名「北婆羅洲」，位於婆羅洲島北部，是馬來西亞聯邦在婆羅洲領土上的兩個行政區域之一（另一個為砂拉越） ，其西南方是砂拉越，而其南面則与印度尼西亚的北加里曼丹省相接壤。沙巴人口主要分为三大民族：華人、卡达山人和巴瑶人，分別使用客家語、華語、英语、卡達山語和马来语，随着大量外籍人士涌入，使沙巴华人只剩一至两成，不過沙巴總人口也面臨減少的問題。
自1881年起，北婆羅洲一直被大英帝國所統治。直到1963年8月31日，北婆羅洲被英國予以自治地位，同時改名為「沙巴」，但並未從法律上獲得正式獨立，其國防、外交、財政、內政等事務仍由英國政府所掌管。
1963年9月16日和砂拉越、马来亚联合邦及新加坡共同组成聯邦国家，成立马来西亚。在成立马来西亚之前，沙巴和砂拉越、新加坡一样，皆是英属自治邦，根据各州分治的成立协议，沙巴在一定程度上具有行政自治权，如移民政策自主权。
沙巴享有風下之地（Land Below The Wind）或是风下之乡之美誉，原因是沙巴的位置在飽受颱風肆虐的菲律宾之南，但颱風不會經過這裡。沙巴首府為亞庇，前名為哲斯顿（Jesselton）。其他主要城镇有山打根、斗湖、根地咬、保佛、古达、仙本那、拿笃、斗亚兰、吧巴、实必丹、丹南、兰瑙、古打毛律、哥打马鲁都等。纳闽在1984年由哈里士领导的人民党组成的沙巴政府交给了联邦政府，现为联邦直辖区，也是大马的唯一的岸外金融中心。

## 历史
人類最早遷移和定居到沙巴地區的時間，可追溯到約距今2－3萬年前。這些早期人類據信是矮黑人的群體。下一波的人類遷徙，據信是南島語族，發生在大約公元前3000年。由于缺少正式的历史文件纪录，沙巴早期的历史比较模糊，只能由国外的纪录及考古学家所发现的考古证据来考证。沙巴博物馆收藏了这方面的资料。

### 名稱由來
相傳沙巴西面海岸的居民喜欢种植一种称为“Pisang Saba”的香蕉。这种香蕉成为远近驰名的特产，于是人们便把这里称为“Sabah”。另一個說法是，因為沙巴处于北半球的颱風地帶以南，不受颱風的干擾，故被称为“风下之乡”（Land Below The Wind），吸引那些到苏禄群岛经商的回教商人停驻以避颱風；而在阿拉伯語，“风下之乡”被称为Zir-e Bad，发音接近“Sabah”。
早在15世纪，汶萊和菲律賓南部一带的商人已经把这个地方称为沙巴。然而，英国人于1881年统治沙巴后，就把地名改为北婆罗洲（North Borneo）。直至1963年，沙巴成为马来西亚的一份子，才恢复固有名称。

### 汶萊帝國
在第七世紀，有一個定居的社會名為Vijayapura，向三佛齊帝國進貢，被認定是當時已存在於婆羅洲東北海岸附近的汶萊帝國的最早封地。另一個讓人懷疑是否確實存在的王國是第九世紀的渤泥（Po-ni）。學者認為，渤泥位於汶萊河口，並且是汶萊蘇丹國的前身。在汶萊統治者開始接受伊斯蘭教之後，成立了汶萊蘇丹國。在第五任蘇丹博爾基亞於1473年至1524年間的統治下，汶萊蘇丹國的領海延伸到沙巴、北方的蘇祿群島和馬尼拉，以及南方的砂拉越一直到婆羅洲島南端的馬辰。在1658年，汶萊蘇丹將婆羅洲北部和東部的一部分割讓給蘇祿蘇丹，以答謝協助弭平汶萊蘇丹國的一場內戰。在1749年，婆羅洲蘇丹國將菲律賓巴拉望省南部割讓給西班牙。
据记载，沙巴早在公元6世纪就和中国有经济来往，在沙巴博物馆可以看到各式各样的甕，足证沙巴与中国的关系源远流长。当时中国商人来这里多是为了香料、木材、燕窝等等。中国各朝代古书、史书中都有渤泥的记载，可见当时中国人已经踏足婆罗洲了，甚至在中国南京还保留着明朝渤泥国王的坟墓。

### 英屬北婆羅洲
1761年，英國東印度公司官員亞歷山大·達爾林普爾與蘇祿蘇丹締結協議，允許他在峇蘭巴雁島設立貿易站，但由於該項計划在1805年11月遭到失敗，使得島嶼和站點均被英國所捨棄。
1846年，汶萊蘇丹將位於北婆西海岸的納閩島（Labuan）割讓給英國，而後者於1848年成為英屬皇家殖民地。幾經轉移，北婆羅洲的所有權最後流落到阿爾弗雷德·登特手中，並由他在1881年成立了英屬北婆羅洲臨時協會有限公司（British North Borneo Provisional Association Limited）。
1882年，英屬北婆羅洲特許公司成立，以古達為特許公司初始之總部，後於1883年將總部遷往山打根。1885年，英國、西班牙和德國簽訂了馬德里議定書，承認西班牙在蘇祿群島的主權，以交換西班牙放棄對北婆羅洲的主張。1888年，北婆羅洲成為英國的保護領。

### 日本佔領时期

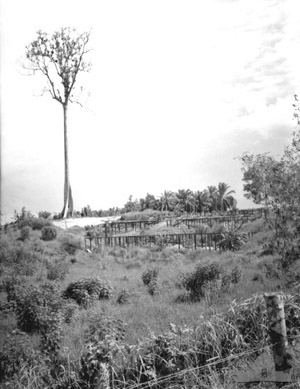
第二次世界大戰期間，日本在山打根的戰俘營。

第二次世界大戰期間，日軍於1942年1月1日登陸納閩，並繼續入侵北婆羅洲的其他地區。1942年到1945年，日本軍隊佔領馬來亞、北婆羅洲和砂拉越，連同這座島嶼的大部分地區。日军完全占領沙巴後，當地人組織了抗日组织“神山游击队”，由郭益南（Albert Kwok）建立；而在古达，另一支游击队由敦姆斯达法（Tun Datu Mustapha）建立。1943年10月10日，郭益南的部队开始与日军交战。亚庇市的亚庇国际机场正对面有一座Petagas战争纪念碑。
盟軍的轟炸摧毀了大多數城鎮，山打根被夷為平地。山打根曾有一座由日本人所管理的殘酷的戰俘營，用來關押在北婆羅州的澳大利亞與英國戰俘。囚犯遭受慘無人道的待遇，而且盟軍轟炸使得日本人將戰俘營搬遷到內陸的蘭瑙，有260公里之遙。當時所有的戰俘犯人數量已減少到2504人，被迫展開惡名昭彰的山打根死亡行軍。幾乎所有的戰俘都在這場行軍中死亡，只有六名澳大利亞人逃跑倖存。1945年9月10日戰爭結束，日本投降。

### 馬來西亞成立
1945年9月10日日本投降後，北婆羅洲由英國軍政府所管理，1946年成為英國海外領地。北婆罗洲的首都由山打根迁至亚庇。
1962年，成立科博德委員會（Cobbold Commission），以確定沙巴和砂拉越人民支持組成聯邦的方案，該委員會發現這個方案受到人民普遍支持。沙巴的多數族裔社群領袖，由敦慕斯达法代表穆斯林，敦法史蒂芬代表非穆斯林土著，丘錫州代表華人，到最後表示支持這個組成聯邦的方案。
1963年8月31日，英国驻北婆罗洲总督委任了砂拉越人Donald Stephens为侯任首席部长（Chief Minister Designate），以组织地方议会政府。形式上表明，北婆羅洲被英國予以自治地位，但並未從法律上獲得正式獨立，其國防、外交、財政、內政等事務仍由英國政府所掌管。英女王依旧通过英属北婆罗洲总督对沙巴统治持续至1963年9月15日。
1963年9月16日，北婆羅洲在此後稱為沙巴，與馬來亞联合邦、砂拉越和新加坡，共同組成獨立的馬來西亞。

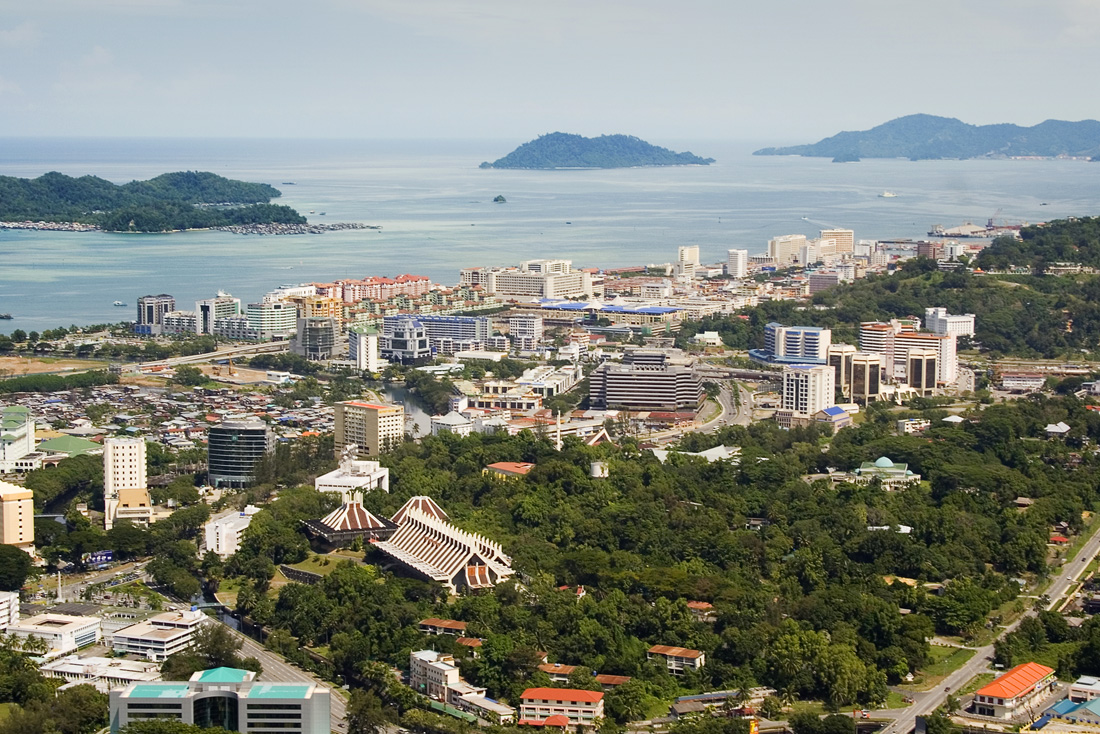
亞庇2008年的景色，在2000年成為沙巴第一個列名於馬來西亞城市名單，不僅是行政首府，也是邦内經濟和交通樞紐。

從馬來西亞組成之前，一直到1966年，印度尼西亞對於英國在背後撐腰的馬來亞和後來的馬來西亞政府採取敵對的政策。這種不宣而戰源自於印度尼西亞總統蘇加諾，他認定這是英國擴大在該地區的影響力，打算奪取整個婆羅洲，歸在印度尼西亞共和國統治之下。
敦福阿德斯蒂芬斯成為沙巴第一位首席部長（Chief Minister）。第一任元首是敦穆斯塔法。沙巴在1967年舉行了第一次州選舉。直到2008年，共舉行過11屆的州議會選舉，国民阵线一直在該邦穩定執政。截至2009年，沙巴曾有13位首席部長，9位不同的州元首。從1970年開始，由於在菲律賓棉蘭老島發生摩洛人叛亂，當地的難民陸續抵達沙巴。
2015年6月5日早上7时20分，沙巴兰瑙发生5.9级地震，导致京那峇鲁山登山道山崩，18人遇难和多人受伤。2016年6月5日，當地政府在京那峇鲁山的山脚附近竖立了一座刻有罹难者名字的“神山山难纪念碑”。
2021年12月14日在国会通过此项宪法修正案但就在第12届砂拉越州选举投票日前四天，国会下议院今天一致通过《1963年马来西亚协议》（MA63）修宪案，让沙巴和砂拉越与西马半岛享有平等地位。
这项修宪案今天在国会下议院连闯两关，最终在199票支持和零票反对下，顺利通过修宪。这项修宪案将恢复沙巴与砂拉越1963年加入马来西亚联邦时的“邦”的地位。
今天的修宪案包括将联邦宪法第1（2）条文修改为，组成联邦的“邦”，包括马来亚邦（即西马半岛），以及婆罗洲邦（即沙巴和砂拉越）。国会也修改宪法第160（2）条文，纳入1963年9月16日为“马来西亚日”，即马来西亚成立之日。

## 地理與環境

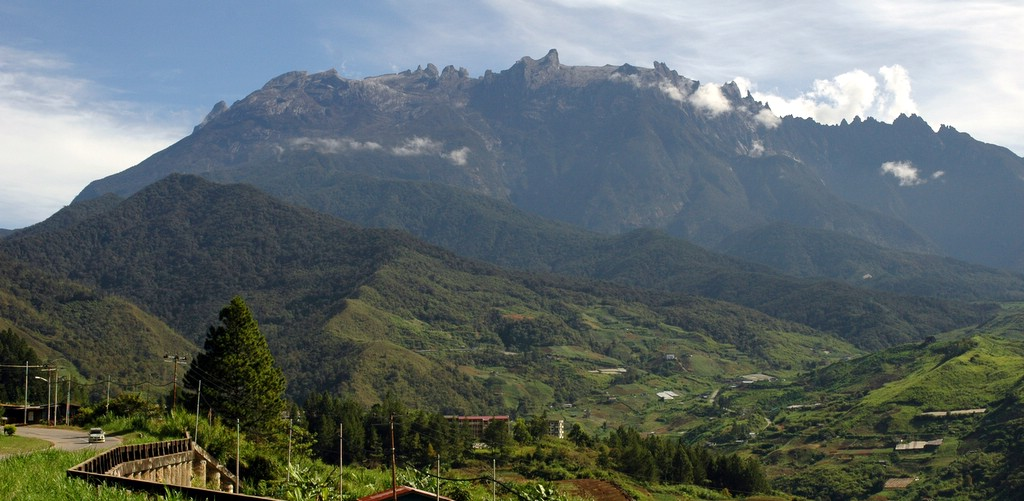
京那峇魯山，馬來西亞的最高峰。

沙巴西半部普遍是多山地區，包含馬來西亞三座最高的山峰。最突出的山脈是克羅克山脈，其中有幾座山峰，高度從大約1000米到4000米。最高峰京那峇魯山有4095米，是東南亞的最高山峰。沙巴的叢林分類為雨林並擁有多樣化的植物和動物物種。在2000年，京那峇魯國家公園由於其豐富的植物多樣性，再加上其獨特的地質、地形和氣候條件，列入世界遺產。
沙巴面积76115平方公里，海岸线长1,440公里，沙巴州在地图上看似一个狗头，三面环海，海岸线长达1440公里，沙巴东北部与菲律宾为邻，面向苏禄海，东部和南部是印尼苏拉威西及加里曼丹，面向苏拉威西海，西南部与汶萊达鲁萨兰国及砂拉越州为邻，西北部面向南中国海。境内最长的河流是京那峇当岸河。

## 人口
2010年沙巴人口为3,120,040人，為馬來西亞人口第三多的区域，僅次於雪蘭莪及柔佛。由於從菲律賓南部省份進入的非法移民人數眾多，沙巴成為大馬人口成長率最高的区域之一。其族群结构如下：
| 2010年沙巴族群比例 | 2010年沙巴族群比例 | 2010年沙巴族群比例 | 2010年沙巴族群比例 | 2010年沙巴族群比例 |
| ------------------ | ------------------ | ------------------ | ------------------ | ------------------ |
| 族裔               | 族裔               |                    | 百分比             | 百分比             |
| 原住民             | 原住民             |                    | 49.1%              | 49.1%              |
| 華人               | 華人               |                    | 13.2%              | 13.2%              |
| 马来人             | 马来人             |                    | 11.5%              | 11.5%              |
| 其他               | 其他               |                    | 4.8%               | 4.8%               |
| 非馬來西亞公民     | 非馬來西亞公民     |                    | 25%                | 25%                |

其他居民为61万外国人（当中包括25万持有合法证件的劳工和36万无合法证件入境居留者等等）。

### 種族與族群
沙巴人民分為32個官方承認的族群。最大的非土著族群是華人（13.2％）。在沙巴最主要的漢族语言是客家話，其次是粵語和福建話（閩南話）。在沙巴大多數華人都集中在大城市和城鎮，即亞庇、山打根和斗湖等地。最大的土著民族是杜順人，其次是巴瑤族和姆律人（Murut）。华人是在十九世纪时才大量移民来到这里，主要是客家人、廣府人、天津人、河北人及一些潮州人、閩南泉漳人、海南人。相較於馬來西亞其他州屬，沙巴的印度人和其他南亞裔群體規模非常小。科科斯人（Cocos）是居住在沙巴的少數族群，特別是在斗湖省。總的來說，所有來自沙巴的人被稱為「沙巴汉」（Sabahan），他們也自我認同這個稱呼，这个词语是代表所有族裔不分种族和宗教，和谐共存的文化象征。
沙巴人口包含許多族群，例如：
| - 杜順人 - 馬來人 - Kwijau - Murut - 峇瑶人 - Illanun - Lotud - Rungus - Tambanuo - Dumpas | - Mangka'ak - Suluk - Orang Sungai - Melayu Brunei - Kedayan - Bisaya - Tidong - Maragang - Orang Cocos - Paitan | - Ida'an - Minokok - Rumanau - 沙巴華人（马来西亚统称马来西亚华人） - 華裔原住民（半唐番，Sino-Native） - 華嘉族（Sino-Kadazan） - Lun Bawang |

其他居民：
- 菲律賓人-havacano、Visaya、Ilocano、Suluk、Badjao、Iranun、Tausug
- 印尼人－布吉、爪哇、帝汶、Banjar
- 印度人－旁遮普、淡米尔
- 砂拉越土著－伊班、Penan、Dayak

所谓土著是马来西亚政府政治定义为原住民者，沙巴因马来西亚政府施行的种族政策（把在印度尼西亚出生的马来人和在菲律宾出生的回教徒引入和给与公民权以及土著地位）而造成人口激烈地增长。
根据2018年统计沙巴有480,000华人，其中客家人占大多数（约54%），以祖籍惠州居多，其次是廣府人（约28%），主要集中在山打根，另外沙巴也有来自华北的人，主要集中在山东村（Jalan Shantung, 约18%）。
| 祖籍   | 人口    | 比例（%） |
| ------ | ------- | --------- |
| 客家人 | 261,968 | 54.5      |
| 廣府人 | 134,857 | 28.1      |
| 华北人 | 83,175  | 17.3      |

## 經濟
沙巴的经济传统上大量出口热带龙脑香木材，但随著自然森林以惊人速度枯竭，许多人為當地生态努力，以挽救仅存的自然雨林领域，这是在1982年初开始达成，透过森林保护方法，特别是率先由山打根森林研究所的研究人员收集不同种类的大叶相思种子，并种植到试点地区；但是，农民已选择种植油棕為经济作物。沙巴其他的重要农產品包括橡胶和可可。旅游是目前第二经济来源。还有其他如海鲜和蔬菜的出口。

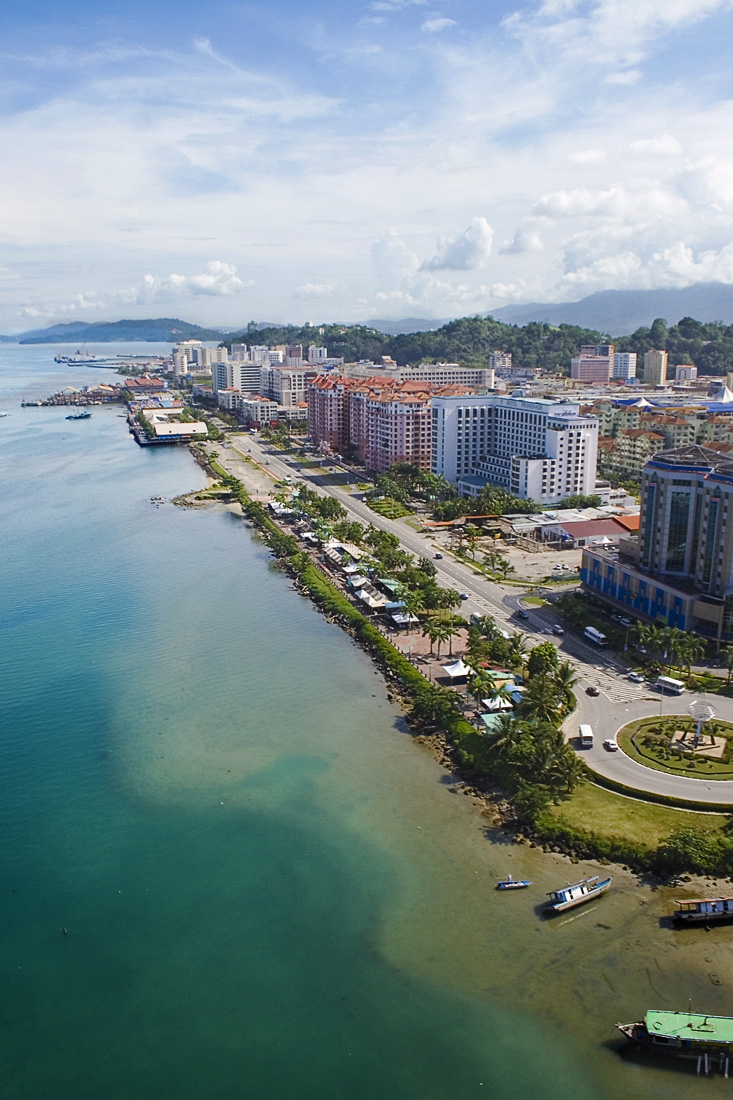
亞庇市

在1970年，沙巴名列馬來西亞聯邦富裕的邦之一，其平均國民生產毛額僅次於雪蘭莪（當時包括吉隆坡在內）。然而，儘管擁有巨大的自然資源，沙巴是馬來西亞目前最貧窮的邦。現在的平均所得是全國最低，而且比起西馬，沙巴的生活開銷相對較高。2000年沙巴的失業率是5.6％，成為馬來西亞失業率最高的邦，幾乎達到馬來西亞全國平均值3.1％的兩倍。沙巴的貧窮率全國最高，達到16%，超過全國平均值的三倍。由於缺乏可就業機會給專業人員和熟練勞工，大量沙巴人遷移或搬到馬來亞邦、新加坡、澳大利亞和美國。有部分問題出自邦政府和聯邦政府之間不公平的資源分配，以及大量來自印尼、菲律賓，甚至中國和東帝汶的非法移民，其人口估計為五十萬人。由於大量土地已種植油棕，產業欠缺機械化，並高度依賴持有工作證的外勞以及非法移民。2004年，貧窮率惡化到22％。然而，在州政府與聯邦政府的援助，以及聯合國和這些非法移民來源國政府的主動協商之下，所採取的若干措施已幫助沙巴緩慢地克服這些危機。
最近推出的第九大馬計劃已撥款馬幣16.908億令吉給沙巴，這是國內僅次於砂拉越邦的分配金額，但這僅佔國家總預算的8％，但沙巴人口超過全國13％，而面積超過全國25％。這顯然帶有歧視，導致沙巴擁有馬來西亞最多生活在貧困線以下的人民，並低於印度尼西亞的貧困率，根據2004年聯合國的數字，跟亞齊和緬甸處於同一水平。
這筆資金將用來改善沙巴的農村地區，提升該邦的交通運輸和公用事業基礎設施，並促進沙巴經濟。政府已把重點放在有可能成為沙巴經濟增長引擎的三個主要領域：農業、製造業和旅遊業。

## 语言
各族群都有其各自的语言，马来语为官方语言，也是马来人及莘莘学子的主要书写与沟通语言。华人以族语沟通，客家话是主流语言，粤语、潮州话、閩台片閩南話、海南话等语言是较少华人沟通的语言。但就学于八十年代初或以前（大马教育文凭取代英国普通教育文凭之前）的沙巴子民仍多以英文书写、沟通。原住民—卡达山与杜顺族普遍都以卡达山文，英语或马来语沟通。

## 历任首席部长
| 年份          | 首席部长                                                |
| ------------- | ------------------------------------------------------- |
| 1963-1964     | 敦法史蒂芬（Tun Fuad Stephens）                         |
| 1965-1967     | 丹斯里拿督罗思仁（Tan Sri Datuk Peter Lo Sui Yin）      |
| 1967-1975     | 敦姆斯达发（Tun Mustapha bin Harun）                    |
| 1975-1976     | 敦沙益（Tun Said Keruak）                               |
| 1976（44天）  | 敦法史蒂芬（Tun Fuad Stephens）                         |
| 1976-1985     | 拿督哈里斯沙烈（Datuk Harris Mohd Salleh）              |
| 1985-1994     | 拿督斯里百林吉丁岸（Datuk Seri Joseph Pairin Kitingan） |
| 1994 (284天） | 敦沙卡然（Tun Sakaran Dandai）                          |
| 1994-1996     | 拿督沙烈沙益（Datuk Salleh Mohd Said）                  |
| 1996-1998     | 拿督杨德利（Datuk Yong Teck Lee）                       |
| 1998-1999     | 丹斯里柏納東博（Tan Sri Bernard Giluk Dompok）          |
| 1999-2001     | 拿督奥苏（Datuk Seri Osu Haji Sukam）                   |
| 2001-2003     | 丹斯里章家杰（Tan Sri Chong Kah Kiat）                  |
| 2003-2018     | 拿督斯里慕沙阿曼（Datuk Seri Musa Aman）                |
| 2018-2020     | 拿督斯里沙菲益阿达                                      |
| 2020-至今     | 拿督斯里哈芝芝                                          |

## 行政区划
沙巴下设五个省（Bahagian）和27个县（Daerah）。
|   | 省       | 县                                                                 | 区域地宽 （平方公里） | 人口数目 （2006年份） |
| - | -------- | ------------------------------------------------------------------ | --------------------- | --------------------- |
| 1 | 西海岸省 | 古打毛律县、亚庇县、吧巴县、兵南邦县、兰瑙县、斗亚兰县、必打丹县   | 7,588                 | 953,900               |
| 2 | 内陆省   | 保佛县、纳峇湾县、根地咬县、瓜拉班尤县、实必丹县、担布南县、丹南县 | 18,298                | 420,800               |
| 3 | 古达省   | 哥打马鲁都县、古达县、必达士县                                     | 4,623                 | 189,500               |
| 4 | 山打根省 | 比鲁兰县、京那峇当岸县、山打根县、东革县、特鲁必县                 | 28,205                | 676,000               |
| 5 | 斗湖省   | 古纳县、拿笃县、仙本那县、斗湖县、加拉峇干县                       | 14,905                | 756,800               |

## 观光区
沙巴有很多闻名世界的观光区：
- 神山国家公园(Kinabalu Park)
- 亚庇市－东姑阿都拉曼海洋公园(Tunku Abdul Rahman Park)
- 山打根－西必洛人猿保护中心（Sepilok Orang Utan Rehabilitation Centre）
- 哥曼洞（Gomantong Cave）
- 山打根－西陵安海龟岛（Selingan Island National Park）
- 西巴丹岛（Pulau Sipadan）
- 斗湖山国家公园（Tawau Hill National Park）
- 斗湖山水高尔夫球俱乐部（Shan Shui Golf & Country Club）
- 马布岛（Pulau Mabul）
- 亚庇市－亚庇市立清真寺 (Mosque Kota Kinabalu）
- 亚庇市－丹绒亚路 (Tanjung Aru Beach)

## 教育
沙巴著名大学有沙巴大学，受许多外国人欢迎。沙巴大学学生能选择英语和马来语作为就读语言。
沙巴华人重视中文教育，目前建有82所国民型华文小学和5所国民型华文中学，另有9所华文独立中学。

## 交通情况
2020年之后城市和小镇的地区交通情况越来越繁华，多数人都会选择汽车或搭乘巴士出行，少数人使用摩托，所以在市中心亚庇时常会出现交通阻塞的情况。

### 陆路
沙巴各大城市都流行迷你巴士（Mini bus），当中业者水准参差不齐，还有一些霸王车。以前在亚庇、斗亚兰、兵南邦、丹绒亚路各有三家比较大型的巴士公司（Tuaran United Transport (TUT)、Penampang United Transport (PUT)和Luen Tong）提供服务，但目前这三家巴士公司都已停驶。亚庇市区成功卫星市也可以乘搭长途巴士或的士去往根地咬、兰瑙、砂拉越州的老越等地方。长途巴士站已搬到下南南一带，这里可乘巴士到山打根及斗湖，山打根目前有两家巴士公司提供主要路线的载客服务－Labuk Road Bus Ltd.及Leila Road Bus Ltd.。

### 航空
乘搭飞机也是很多人的选择，提供服务的航空公司主要是马航及亚航。差不多每个城镇都有自己的飞机场，可是由于陆上交通的发达，有些已经荒废了。亚庇的国际机场是全国第二繁忙的飞机场，有国际航线直飞中国大陆、香港、台湾、菲律宾等地。

### 铁路
沙巴还保留着婆罗洲唯一的铁路，虽然它的光辉日子已不再，但是一些居民还是会搭火车到市区。现在也用作观光用途，让游客欣赏沙巴乡村的风景。

### 沙巴车辆牌号码前字母
| 保佛－EB, B_S, SB                           |
| 古達－K, EK, K_S, SK                        |
| 根地咬－EU, SU                              |
| 山打根－S, ES, S_S, SS, SSA, SM(2018年开始) |
| 拿篤－D, ED，D_S, SD                        |
| 斗湖－T_S, ST,STA, SW(2018年开始)           |
| 政府車－EG, SG                              |

## 照片

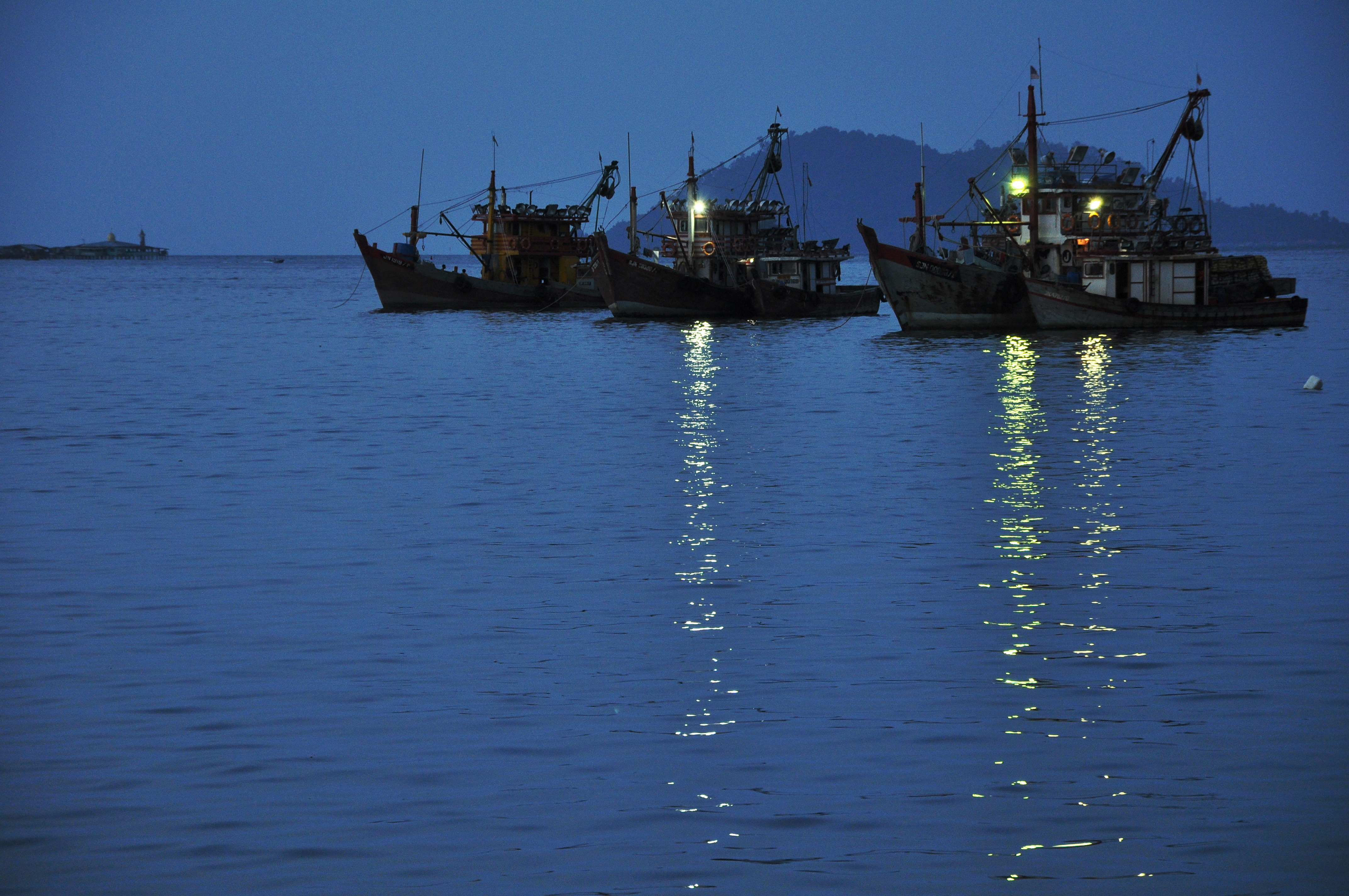
从亚庇海岸上看到的渔船
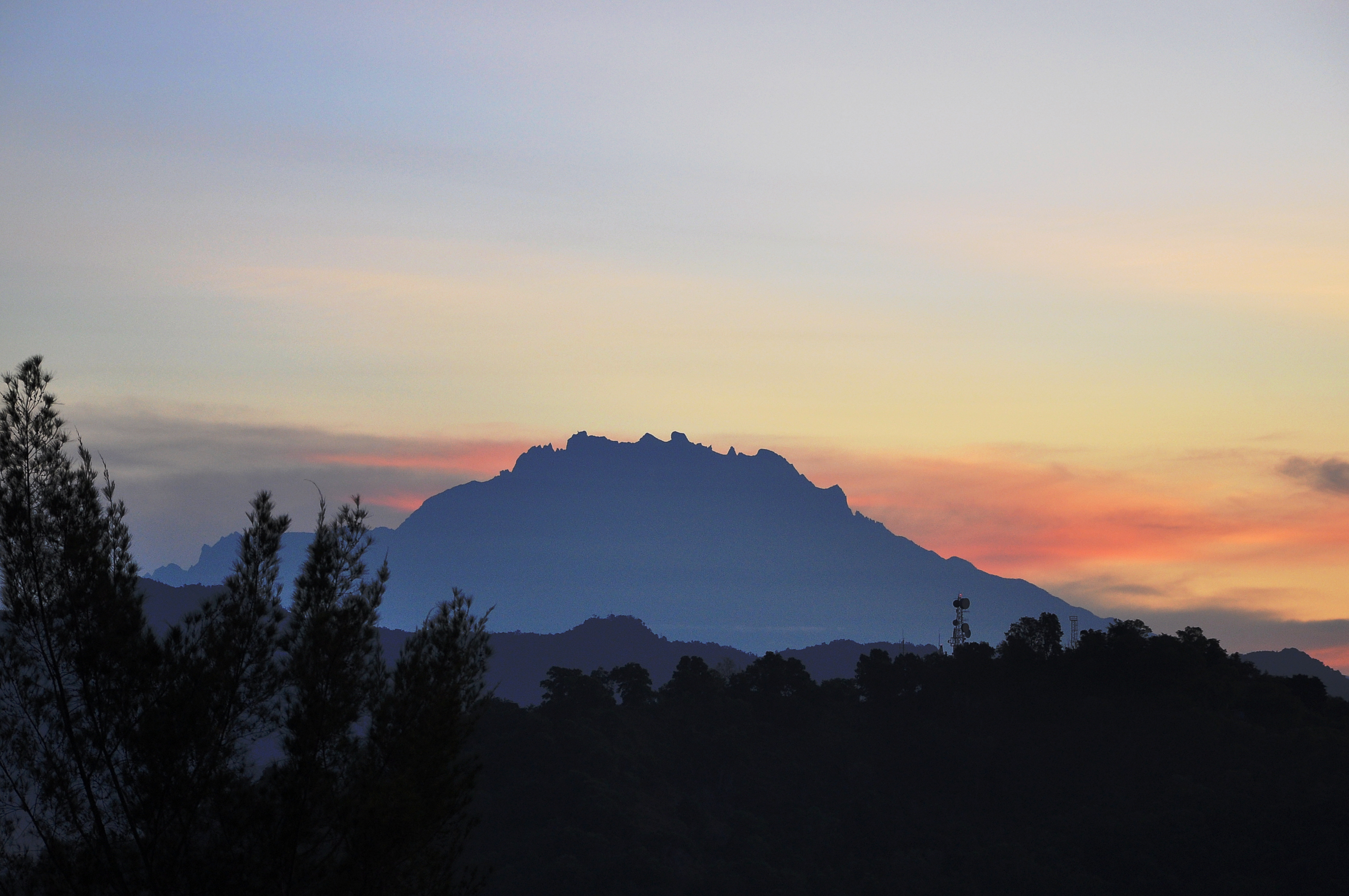
黎明时的京那峇鲁山剪影
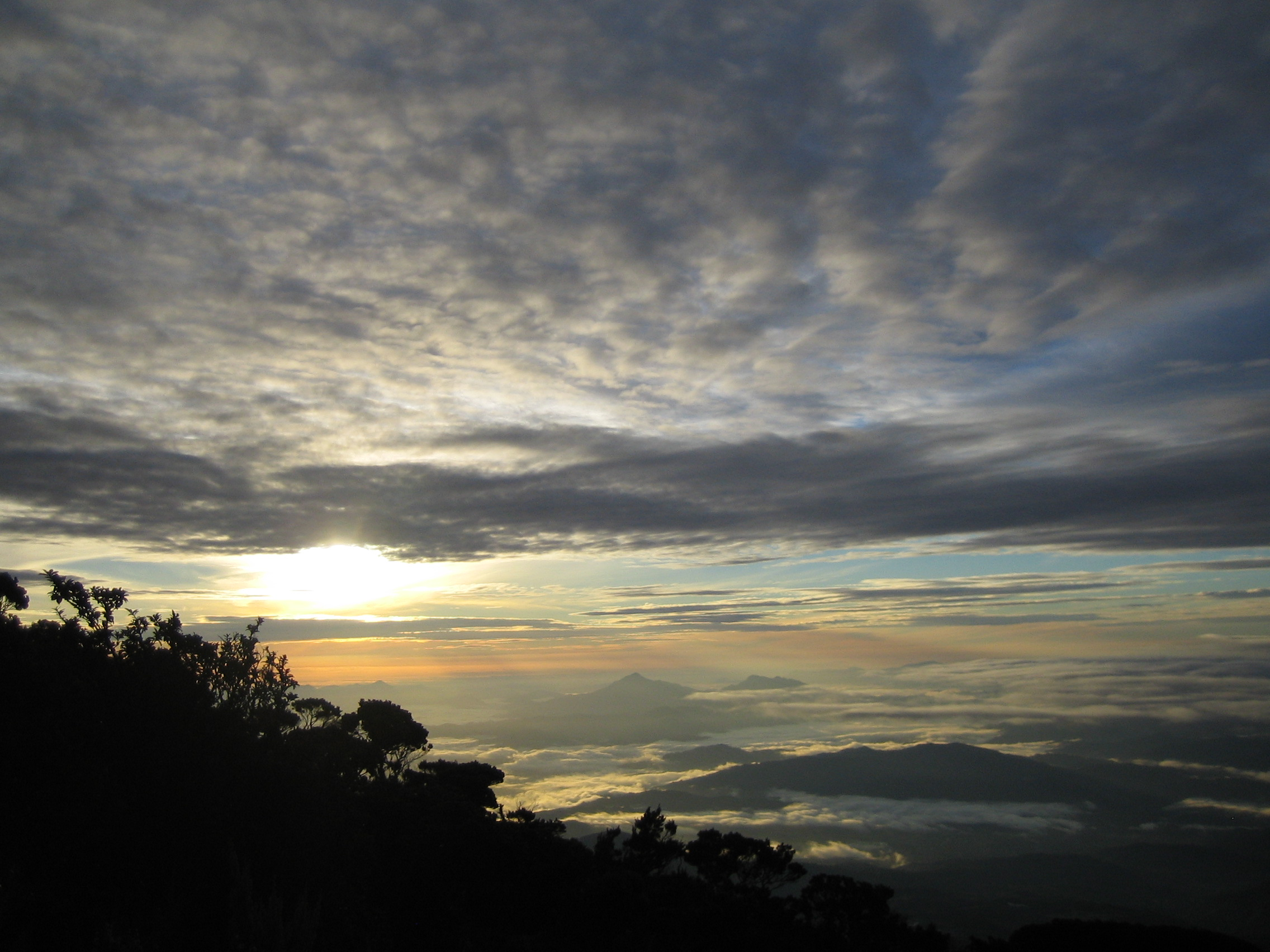
从京那峇鲁山山顶看到的日出
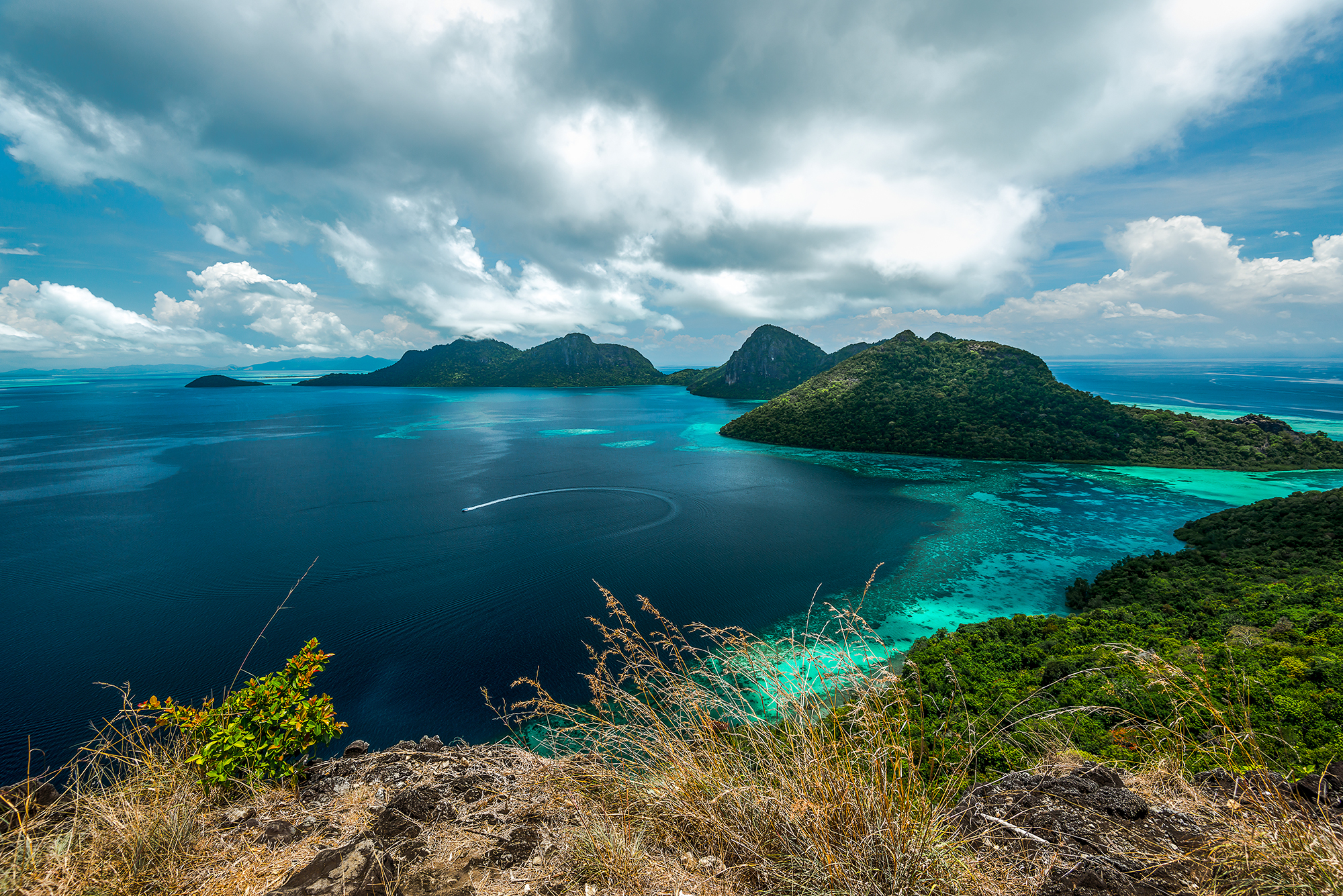
沙巴仙本那珍珠岛的海湾
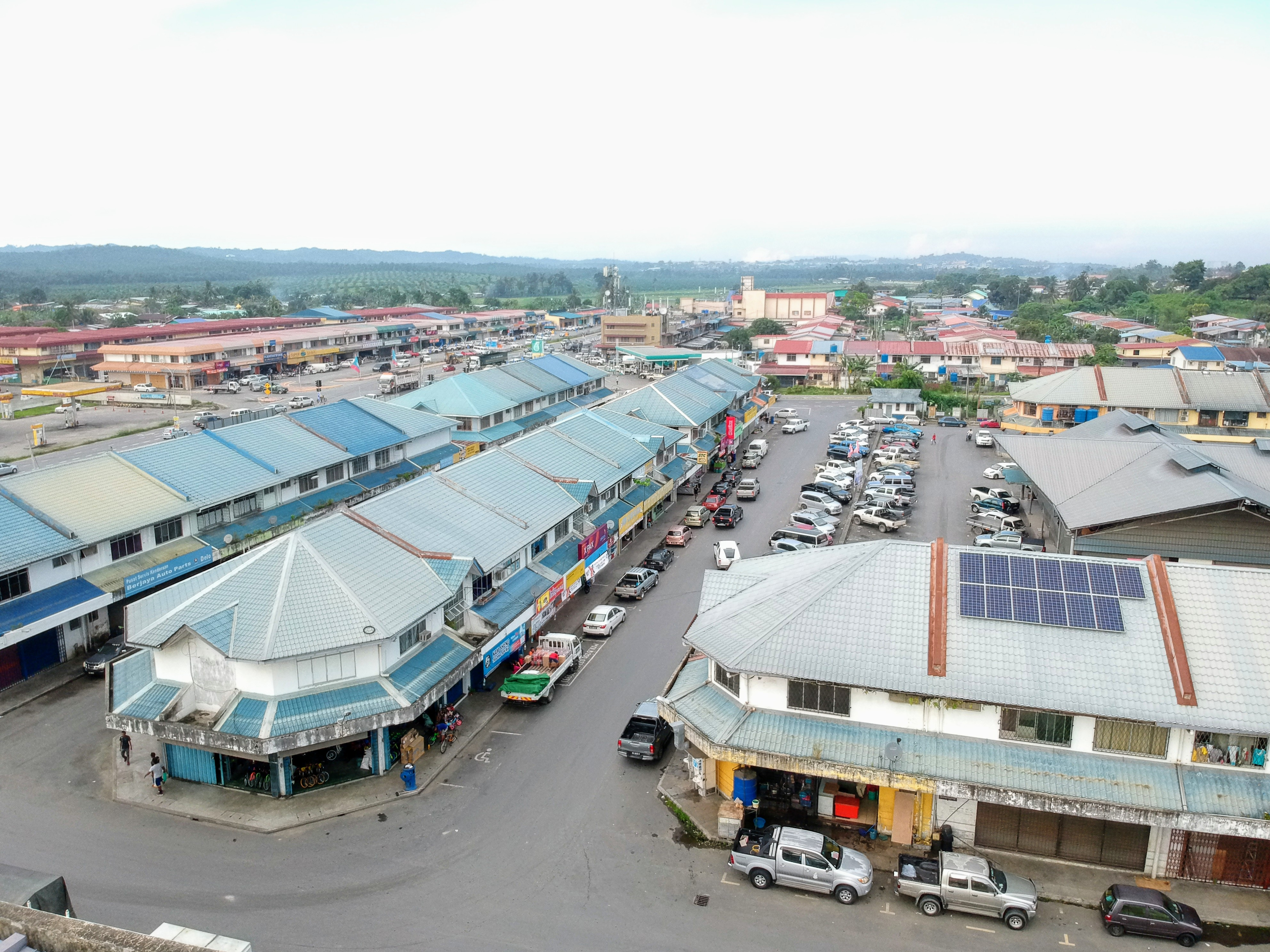
沙巴拿笃的市区
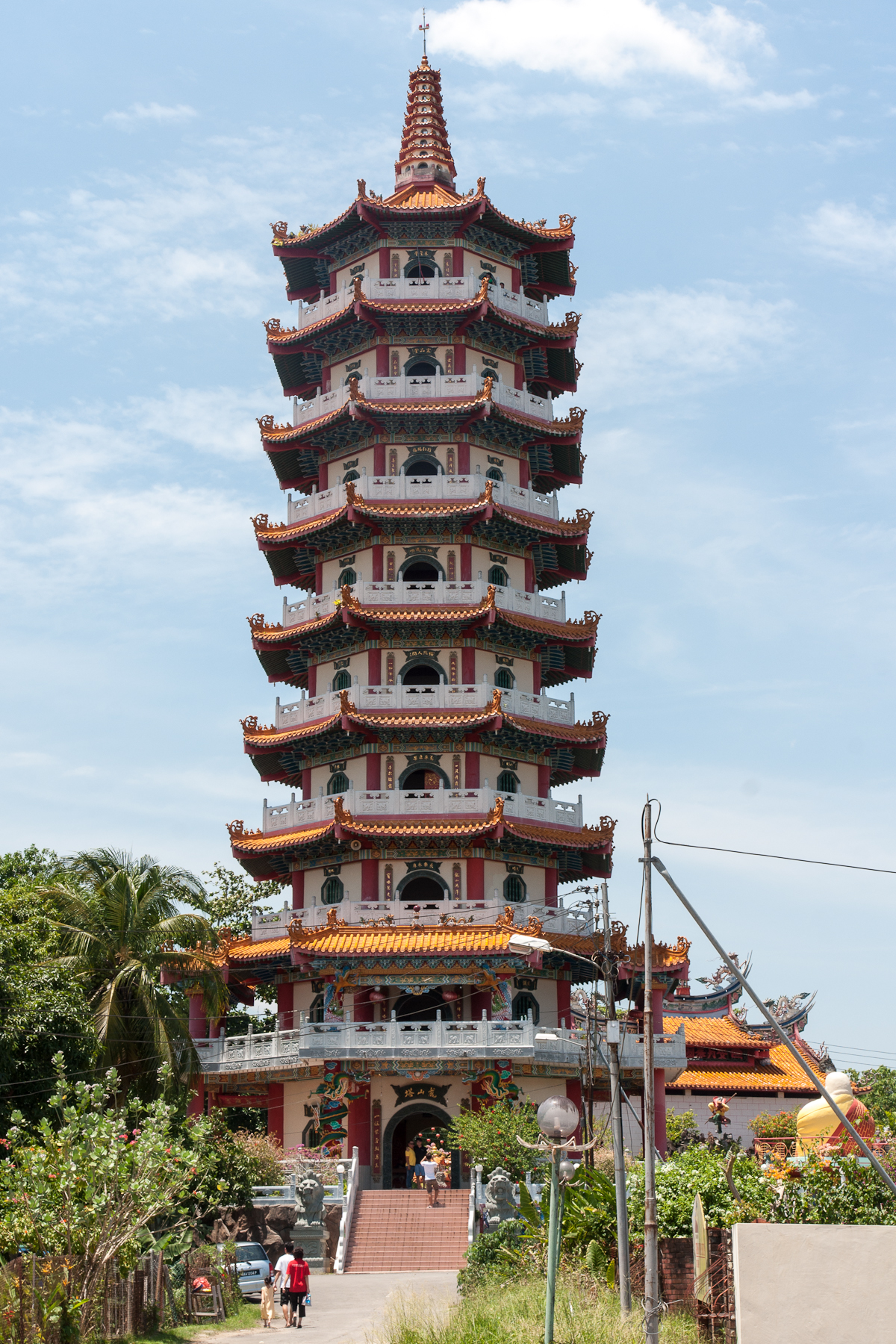
沙巴斗亚兰的佛教寺庙
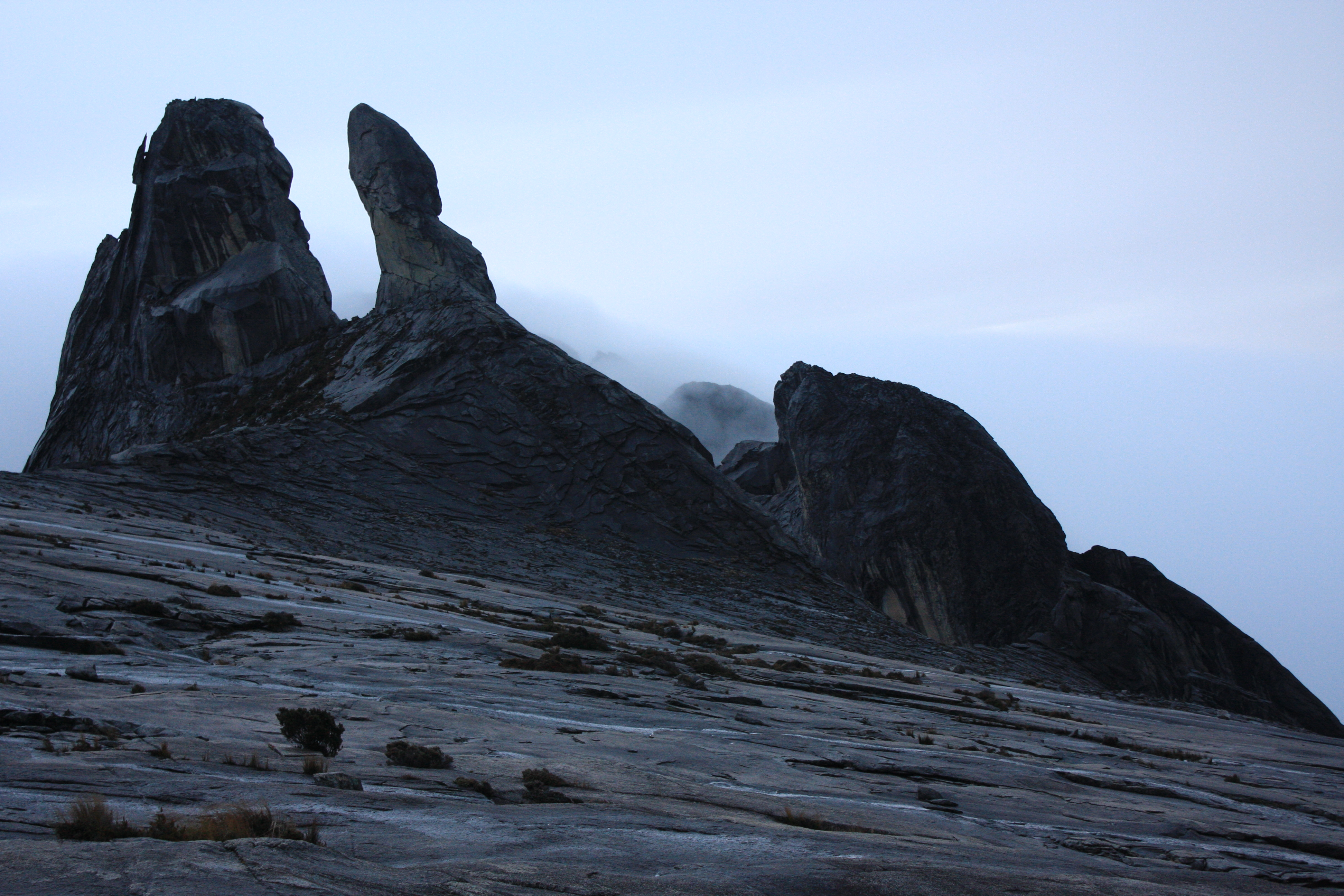
2015年沙巴地震后的京那峇鲁山